# Apeadero Juan Vucetich (Roca)
Juan Vucetich es un apeadero ferroviario del ramal Temperley - Villa Elisa - La Plata del Ferrocarril Roca.
Se encuentra ubicado frente al Parque Pereyra Iraola, la avenida Centenario y la escuela de suboficiales Juan Vucetich en el partido de Berazategui, Provincia de Buenos Aires, Argentina.

## Servicios
En 1962 se designó "Levene" a la parada km 42 entre Bosques y Villa Elisa, pero en 1981 pasó a tener su actual nombre. Frente a las protestas de los vecinos, que querían conservar su nombre tradicional, en 1987 se designó "Levene" a la parada km 59 antes de Cañuelas. 
Era estación intermedia del servicio diésel metropolitano de la Línea General Roca desde la Estación Temperley a la estación La Plata. Los últimos servicios desde Constitución hasta La Plata vía Temperley (prestados con coches motores Fiat 7131) que pasaron por este apeadero fueron operados por la empresa estatal FEMESA (vía Temperley) hasta el cese de operaciones en el año 1995.
El apeadero está compuesto con andenes de tierra y pasto, contenidos con bordes de durmientes de quebracho, cercos perimetrales con alambrados y barrilones y los nomencladores de piedra originales del Ferrocarril Roca.

### Actualidad
Actualmente se conservan en pie los nomencladores de piedra de lo que fuera el antiguo apeadero. El tramo entre Gutiérrez y Villa Elisa se encuentra desactivado para el servicio de pasajeros, por lo que circulan únicamente trenes de carga. Recibía el ramal proveniente de Bosques, que actualmente solo transporta pasajeros hasta la estación Gutiérrez; un tren bobinero y dos carboneros con destino al puerto de Ensenada recorren el ramal entero.
En la actualidad, la empresa Trenes Argentinos Operaciones presta servicios eléctricos: por la "Vía Circuito", Constitución a Bosques eléctrico, y entre Bosques y Gutiérrez desde el 4 de octubre de 2017 circulan trenes diésel remolcados de tres coches ida y vuelta (los cuales antes de la electrificación de la vía Varela eran de siete coches y eran entre Constitución o desde Temperley o Claypole hasta Gutiérrez intercalados con los de vía Ranelagh y locales a Bosques solamente), abasteciendo los partidos de Lomas de Zamora, Almirante Brown, Florencio Varela y Berazategui. Entre las estaciones Gutiérrez y Villa Elisa se encuentra inactivo el ramal desde las privatizaciones de 1993 para el servicio de pasajeros, que anteriormente si lo hacía la empresa Ferrocarriles Argentinos / FEMESA con los servicios Constitución - La Plata vía Temperley. El motivo de la quita de los servicios con pasajeros fue principalmente por el calamitoso estado de las vías y terraplén inestable a la altura de las zonas de las escuelas de suboficiales Juan Vucetich y escuela de suboficiales Dantas, se decidió que los trenes con pasajeros culminen (en Bosques entre 1993 y 1995) y luego en Gutiérrez (desde 1995 hasta la actualidad) y de Gutiérrez en adelante sólo cargas, traslados, trenes de pasajeros vacíos y algún desvío especial por accidentes en la vía Quilmes, por ahora circula trenes de cargas de NCA, Ferrosur Roca y Trenes Argentinos Cargas.
Anteriormente, este ramal conjunto con el Temperley-Haedo fue trazado y usado por el Ferrocarril Oeste logrando que formaciones de Haedo lleguen hasta La Plata pasando por estas estaciones. Su nacionalización hizo que pasara a la Línea Gral. Roca y hasta 1990 se inactiven varios puentes y tramos que lograba esa comunicación con Haedo y La Plata.
Está proyectado la reactivación para pasajeros, volviendo a darles la oportunidad a los usuarios de la vía Varela conectar con localidades platenses y con la capital provincial. Principalmente previo a todo se renovarán las vías entre empalme Bosques y empalme Villa Elisa, primero renovarán una vía y después la otra, terminada esa renovación se efectuará la electrificación con cables de sostén, hilo de contacto, ménsulas, herrajes, contrapesas y colocación de columnas de fibrocemento en lugares que falte y para cantones, el ramal ya cuenta con columnas metálicas tipo Renfe colocadas en el año 1988 entre empalme Temperley y casi Ringuelet, con el primer proyecto de electrificación entre Temperley y La Plata (proyecto anulado con el fin del gobierno de Raúl Alfonsín y principios de gobierno Menemista debido a la crisis económica de fines de los 80)[cita requerida].